# Alexera
Alexera – rodzaj chrząszczy z rodziny kózkowatych i podrodziny zgrzypikowych.

## Zasięg występowania
Przedstawiciele tego rodzaju występują w Ameryce Południowej od Gujany i Ekwadoru na północy po Boliwię na południu.

## Systematyka
Do Alexera należą 2 gatunki:
- Alexera barii,
- Alexera secunda.